# Simai-ház
A Simai-ház a kolozsvári Fő tér (2. szám) déli oldalának egyik műemlék jellegű épülete. A romániai műemlékek  jegyzékében a CJ-II-m-B-07472 sorszámon szerepel.

## Története
A házat Simai Lukács gazdag kereskedő építtette. Ma pilléres-árkádos udvarával a régi városházához tartozik. Itt alakította ki székhelyét a 20. század elején Kirschner és Deutsch cége, a személyeket és poggyászt „kizárólag ruganyos társzekereken fuvarozó” Unio Szállítási Vállalat.

## Leírása
A ház kora klasszicista homlokzattal és késő barokk belsővel rendelkezik. A homlokzati egyenes párkány már nem barokk, míg a belső csehboltozatok (a kapubejáró alatt) még azok. A belső helyiségek dongaboltozata régebbi időpontra mutat. Az épület homlokzatának figyelemre méltó a triglifes fríze. A pilléres-árkádos udvara is figyelemre méltó.